# Sława Przybylska
Sława Przybylska, właściwie Stanisława Przybylska, po mężu Krzyżanowska (ur. 2 listopada 1931  w Międzyrzecu Podlaskim) – polska piosenkarka i aktorka, wykonawczyni piosenki żydowskiej.

## Życiorys

### Rodzina i edukacja
Urodziła się 2 listopada 1931 (część źródeł podaje rok 1932) w Międzyrzecu Podlaskim, jest córką Józefa i Marianny Przybylskich. Ma starszego o sześć lat brata i starszą o dwa lata siostrę, Zofię. W 1939 ukończyła pierwszą klasę szkoły powszechnej w Międzyrzecu Podlaskim. Po wybuchu II wojny światowej wraz z siostrą ukrywała się we wsi Puchacze koło Drelowa. Jako dziecko była świadkiem wielu dramatycznych wydarzeń wojny, m.in. licznymi morderstwami ludności żydowskiej. W trakcie wojny jej ojciec został zamordowany a brat wywieziony na przymusowe roboty. W czasie okupacji dorywczo uczęszczała na zajęcia do małej wiejskiej szkółki w Międzyrzecu.
Po wojnie ukończyła jedną klasę gimnazjum w okolicach Międzyrzeca Podlaskiego. Następie opuściła rodzinne strony, by kontynuować naukę w Domu Młodzieży w Krzeszowicach, z których wkrótce przeprowadziła się do Warszawy i ukończyła Państwowe Liceum Sztuk Plastycznych. Za namową koleżanek rozpoczęła studia w Szkole Głównej Służby Zagranicznej na wydziale handlu zagranicznego, które przerwała po trzech latach z uwagi na znudzenie kierunkiem. W tym czasie dużo śpiewała, prowadziła chóry, tercety i udzielała się amatorsko.

### Kariera zawodowa
17 lutego 1956 zadebiutowała na scenie w obsadzie spektaklu Czarna przegrywa, czerwona wygrywa w Studenckim Teatrze Satyryków. 2 czerwca tego samego roku weszła w skład obsady kolejnego spektaklu STS-u, Agitka. Jeszcze w czasie studiów założyła tercet żeński Syrenki.
W 1957 po wykonaniu piosenki „Luna” zwyciężyła w konkursie piosenkarskim organizowanym przez Władysława Szpilmana, którego celem było wyłonienie młodych talentów a następnie szkolenie ich w studiu piosenkarskim Polskiego Radia w Warszawie. Zwycięstwo w konkursie zapewniło jej rozgłos i możliwość pierwszych profesjonalnych nagrań radiowych i płytowych. W telewizyjnym wydaniu konkursu jako jedyna otrzymała maksymalną liczbę punktów od wszystkich jurorów (Jerzy Waldorff, Stefania Grodzieńska, Lidia Wysocka). W tamtym czasie pobierała nauki śpiewu u profesor Wandy Wermińskiej i występowała w Teatrze Stodoła. Dzięki piosence „Pamiętasz, była jesień”, którą nagrała do filmu Wojciecha Jerzego Hasa Pożegnania (1958), zdobyła ogromną popularność i stała się nową najpopularniejszą piosenkarką w kraju. W tym samym roku nagrała swoją pierwszą płytę długogrającą pt. Stare a niezapomniane piosenki, na której zarejestrowała przedwojenne przeboje filmowe. W tym samym roku wydała jeszcze trzy minialbumy, na których śpiewa swoje kolejne nowo wylansowane przeboje, m.in. „Gorącą nocą”, „Samotna harmonia” czy „Jarzębina czerwona”. W 1959 wydała album pt. Melodie o zmroku, na której umieściła piosenkę „Pamiętasz, była jesień”. Od tamtego czasu rozpoczęła regularne występy w radio i telewizji oraz odbyła wiele zagranicznych tras koncertowych. W 1959 premierę miał film Władysława Forberta i Jerzego Gruzy Sława Przybylska. Koncert telewizyjny.
W 1961 za wykonanie piosenki „Kuglarze” zajęła drugie miejsce na 1. Międzynarodowym Festiwalu Piosenki w Sopocie, na którym zaśpiewała także piosenki „Kiedy kwitną czereśnie” i „Jeszcze dziś”. W 1964 zagrała recital na 2. Krajowym Festiwalu Piosenki Polskiej w Opolu. Na początku lat 60. wylansowała swoje kolejne przeboje: „Okularnicy”, „Na Francuskiej”, „Widzisz mała”, „Siedzieliśmy na dachu” i „Miłość w Portofino”. W 1964 wydała pierwszy album z serii Ballady i piosenki, w ramach której wydała trzy płyty zawierające nowe przeboje z jej repertuaru. Od 1963 występuje z recitalami pieśni Żydów polskich.
W latach 70. wydała cztery płyty. Intensywnie zaangażowała się wtedy w działalność teatralną. W latach 1974–1981 występowała w Teatrze Stara Prochownia i gościnnie w Piwnicy pod Baranami, gdzie z gitarą śpiewała piosenki w języku polskim, oraz jidysz. W latach 1976-1978 oraz 1982-1987 występowała jako piosenkarka i aktorka w warszawskich teatrach: na Targówku, Syrena, Buffo i Żydowskim. W 1980 wystąpiła na 16. Festiwalu Piosenki Radzieckiej w Zielonej Górze. W 1983 wspólnie z Jerzym Połomskim i Alibabkami nagrała album pt. Marii chwałę śpiewać będziem - Jubileusz 600-lecia Jasnej Góry.

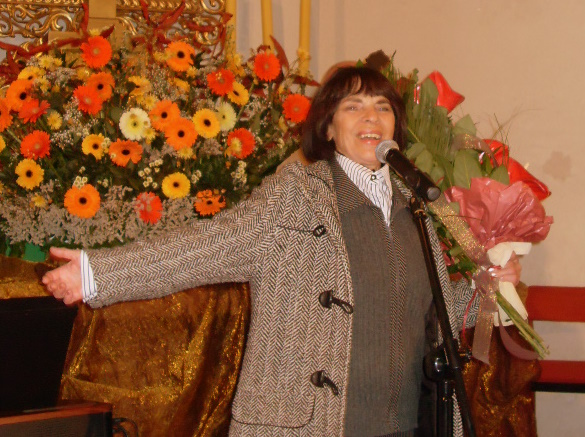
Sława Przybylska w 2010

Od lat. 90. nagrała siedem płyt. W latach 1991–1998 mieszkała w Szczawnicy, gdzie pełniła funkcję przewodniczącej Stowarzyszenia Literacko-Artystycznego im. Czesława Miłosza. W latach 1996–2000 była organizatorką i kierownikiem artystycznym Międzynarodowych Festiwali Słowa. W 2001 ogłosiła zakończenie kariery artystycznej, lecz okazjonalnie występowała w telewizji i na estradzie. Od 2023 ponownie koncertuje, współpracując z pianistą i kompozytorem Januszem Tylmanem. Również w 2023 wydała singiel „Tańcząca brzoza”, a w 2024 – „Tam w ogrodach” w duecie z Michałem Wiśniewskim. W 2025 ogłosiła zbiórkę na potrzeby nagrania i wydania nowego albumu.

## Dyskografia
Albumy studyjne
- 1958 – Stare a niezapomniane piosenki
- 1959 – Melodie o zmroku
- 1960 – Tylko dla zakochanych
- 1962 – Recital piosenek
- 1964 – Ballady i piosenki
- 1965 – Ballady i piosenki (2)
- 1966 – Ballady i piosenki (3)
- 1968 – Nie zakocham się
- 1969 – Koncert życzeń
- 1970 – U brzegów Candle Rock
- 1972 – Sława Przybylska
- 1973 – Jak z dawnych lat
- 1979 – Związek przyjacielski
- 1992 – Rodzynki z migdałami
- 1992 – Minuty nadziei
- 1993 – Ałef-Bejs
- 2006 – W noc Betlejemską
- 2006 – Modlitwy poetów
- 2015 – Mój Okudżawa
- 2017 – Pamiętasz...

## Odznaczenia
- 1972 – Złota Odznaka honorowa „Za Zasługi dla Warszawy”[1]
- 1974 – Złoty Krzyż Zasługi[1]
- 1982 – Krzyż Kawalerski Orderu Odrodzenia Polski[1]
- 1979 – Odznaka „Zasłużony Działacz Kultury”[1]
- 2000 – Krzyż Oficerski Orderu Odrodzenia Polski[1]
- 2007 – Honorowy Obywatel Miasta Międzyrzec Podlaski[27]
- 2011 – Złoty Medal „Zasłużony Kulturze Gloria Artis”[28]
- 2012 – Medal Pamiątkowy „Pro Masovia”[29]
- 2015 – Diamentowy Mikrofon[30]
- 2016 – Honorowy Obywatel Miasta Krzeszowice[31]
- 2025 – Odznaka Honorowa „Zasłużony dla Mazowsza”[32][33]

## Filmografia (obsada aktorska)
- 1958 – Popiół i diament (reż. Andrzej Wajda) - jako piosenkarka, wykonanie piosenki Czerwone maki na Monte Casino
- 1960 – Zezowate szczęście (reż. Andrzej Munk) - jako piosenkarka, wykonanie piosenki Kriegsgefangenenpost
- 1960 – Niewinni czarodzieje (reż. Andrzej Wajda) - jako piosenkarka, wykonanie piosenek

## Życie prywatne
W 1953 wyszła za Jerzego Kostarczyka, z którym ma córkę, Blankę. Od 1964 do jego śmierci jej mężem był Jan Krzyżanowski (1935–2022), aktor i dyrektor Stołecznej Estrady i Teatru na Targówku. Z drugim mężem mieszkała w Szczawnicy, później przeprowadziła się do Otwocka.